# タボル山
タボル山（ヘブライ語: הר תבור、英語: Mount Tabor）は、イスラエルの北部地区にある標高575mの山。ヘブライ語で「Har Tavor」、アラビヤ語では「ジェベル・エト・トゥール」と呼ばれる。聖書の記述に関連して日本では変貌山とも書かれるが、これは他の山のことであるとする説もある。

## 概要
ヘルモン山、カルメル山と並んでイスラエルでは有名な山である。独立峰またはそれに近似し、多くの方角から伏せたおわん型に見えるが、山体はやや東西に長い。麓のエズレル平野からの比高は400mほど。山体西側にはつづら折りの車道が山頂まで続いている。

## 歴史
バラクと女預言者デボラが召集した北6部族の連合軍が、タボル山に集結して、シセラの軍隊を迎え撃って、大勝利を収めた。
預言者ホセアはタボル山が偶像礼拝の場になったことを嘆いた。
前218年に、タボル山頂の町を占領して要害にした。前105年には、ナンナエウスの指揮するユダヤ人がタボル山を占領し、防備を固めたが、前70年にローマ軍に陥落した。
2世紀頃、イエス・キリストの「山上の変容」の山であるという伝説が生まれた。この伝説に基づいて、326年にローマ皇帝コンスタンティヌスの母ヘレナが聖堂を建設し、次々に教会堂と修道院を建設したが、イスラム教徒の支配下で破壊された。
19世紀に教会堂と修道院(en)が建設され現存している。

## 山容

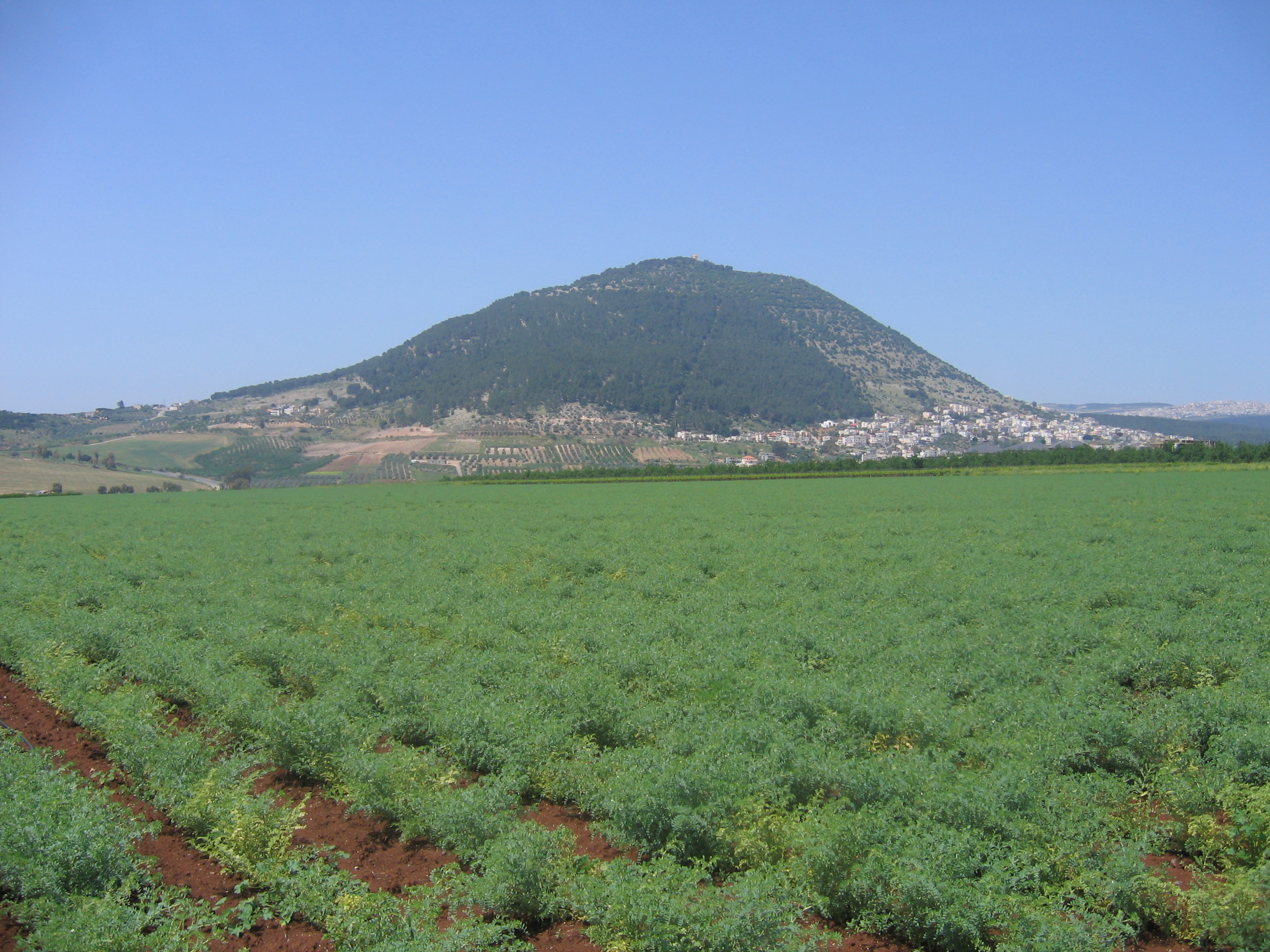
東から
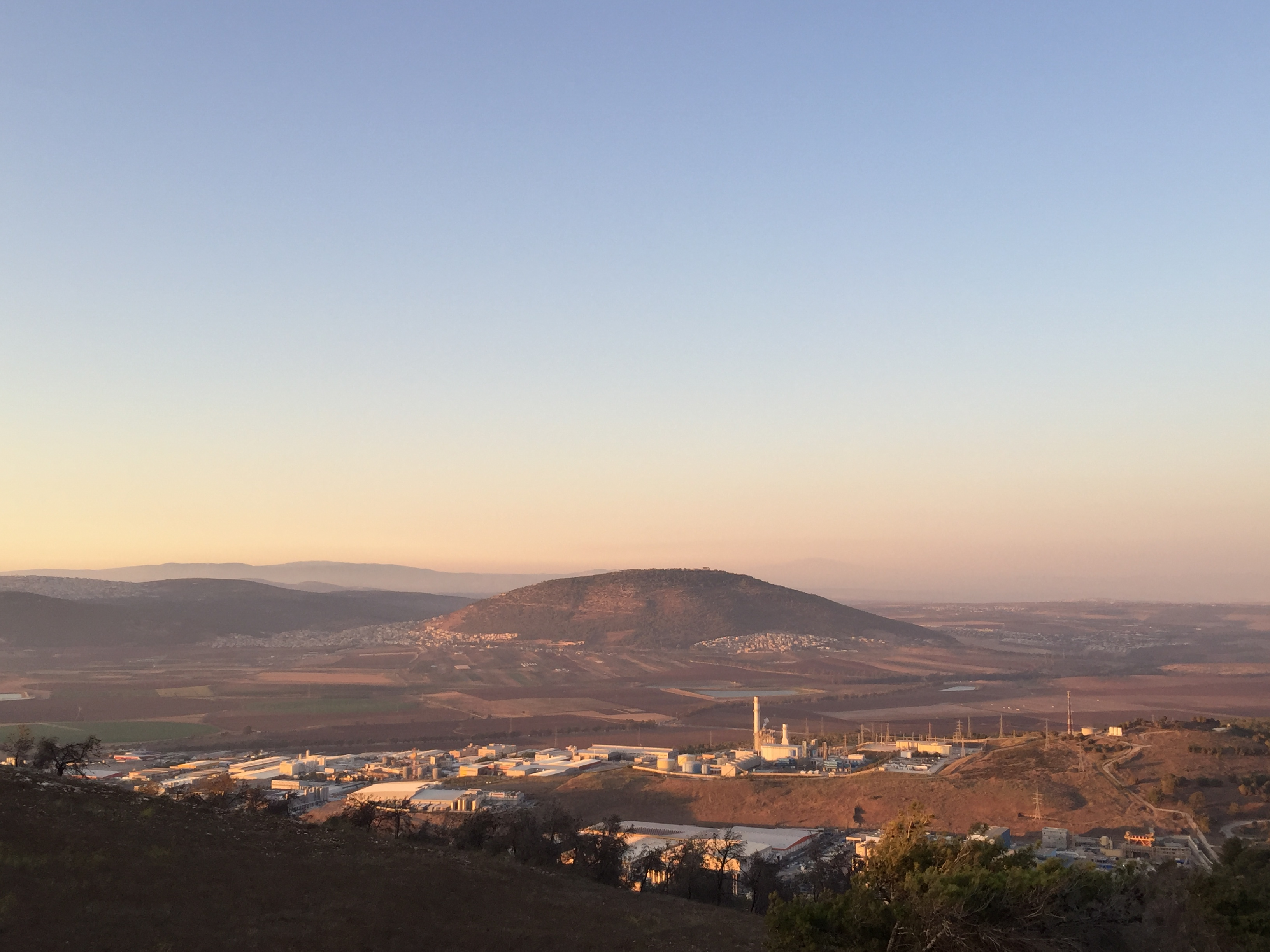
南南西から （モレの丘から）
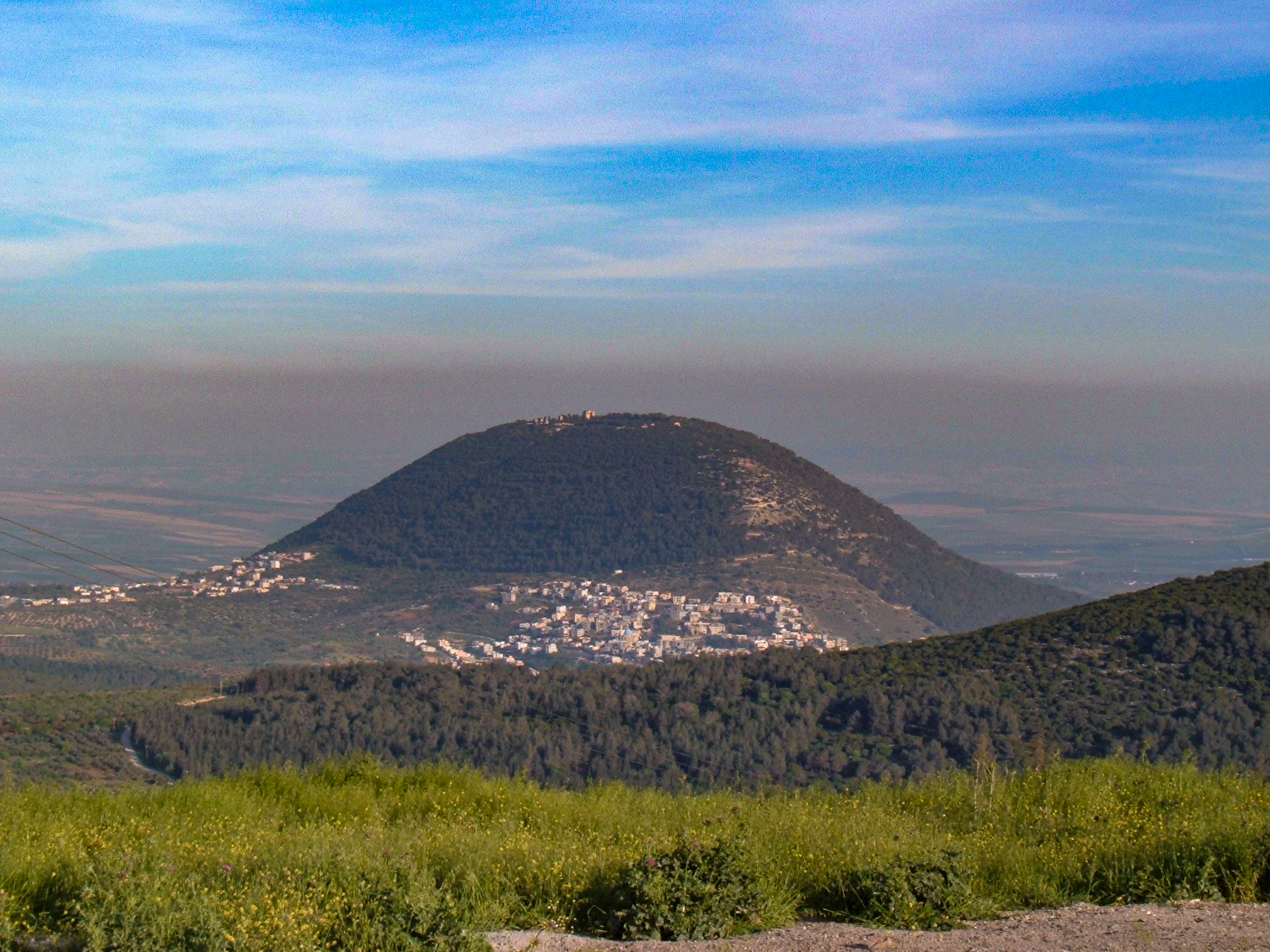
西北西から

## 山頂部

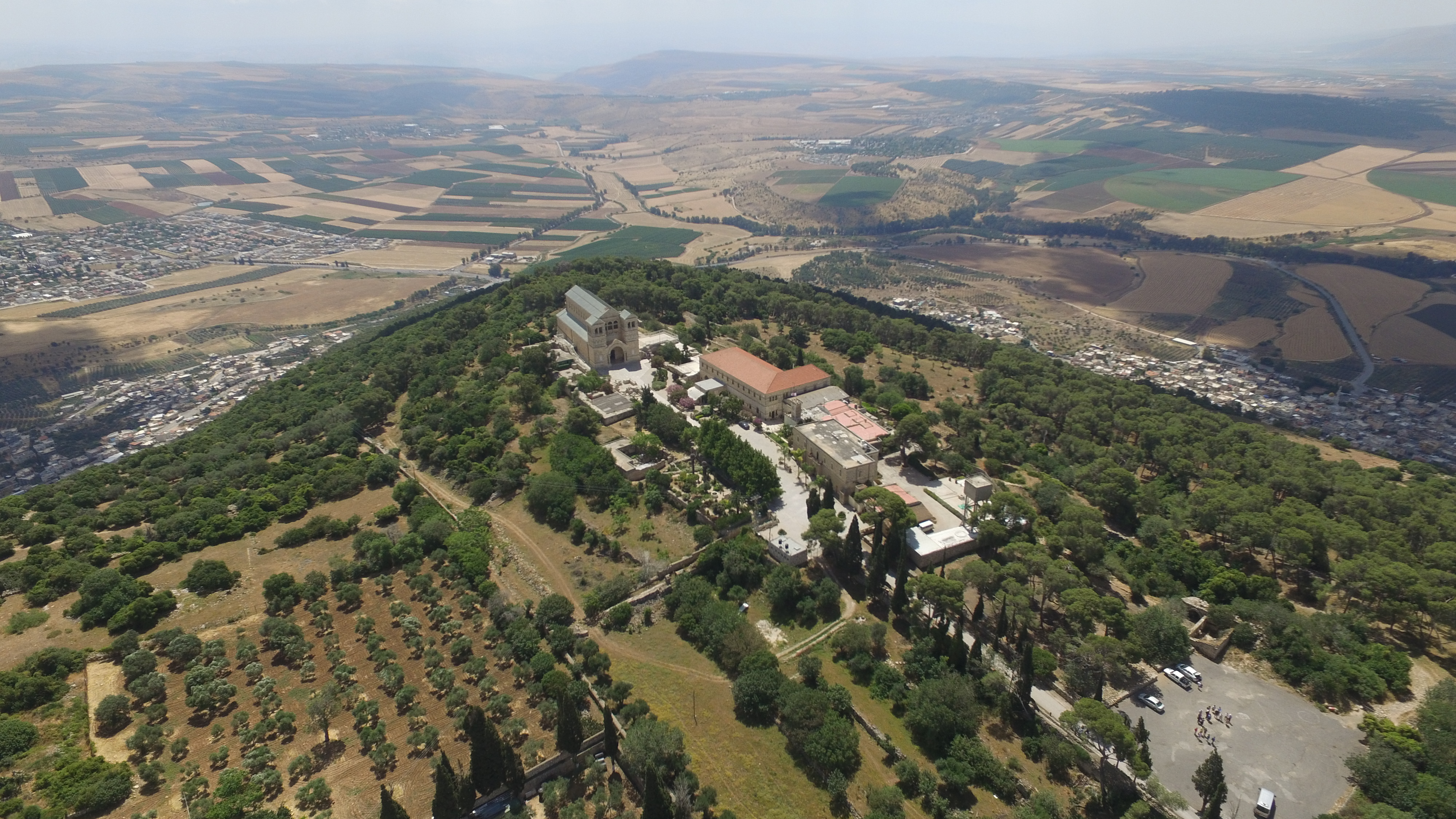
山頂にある教会 （Church of the Transfiguration）
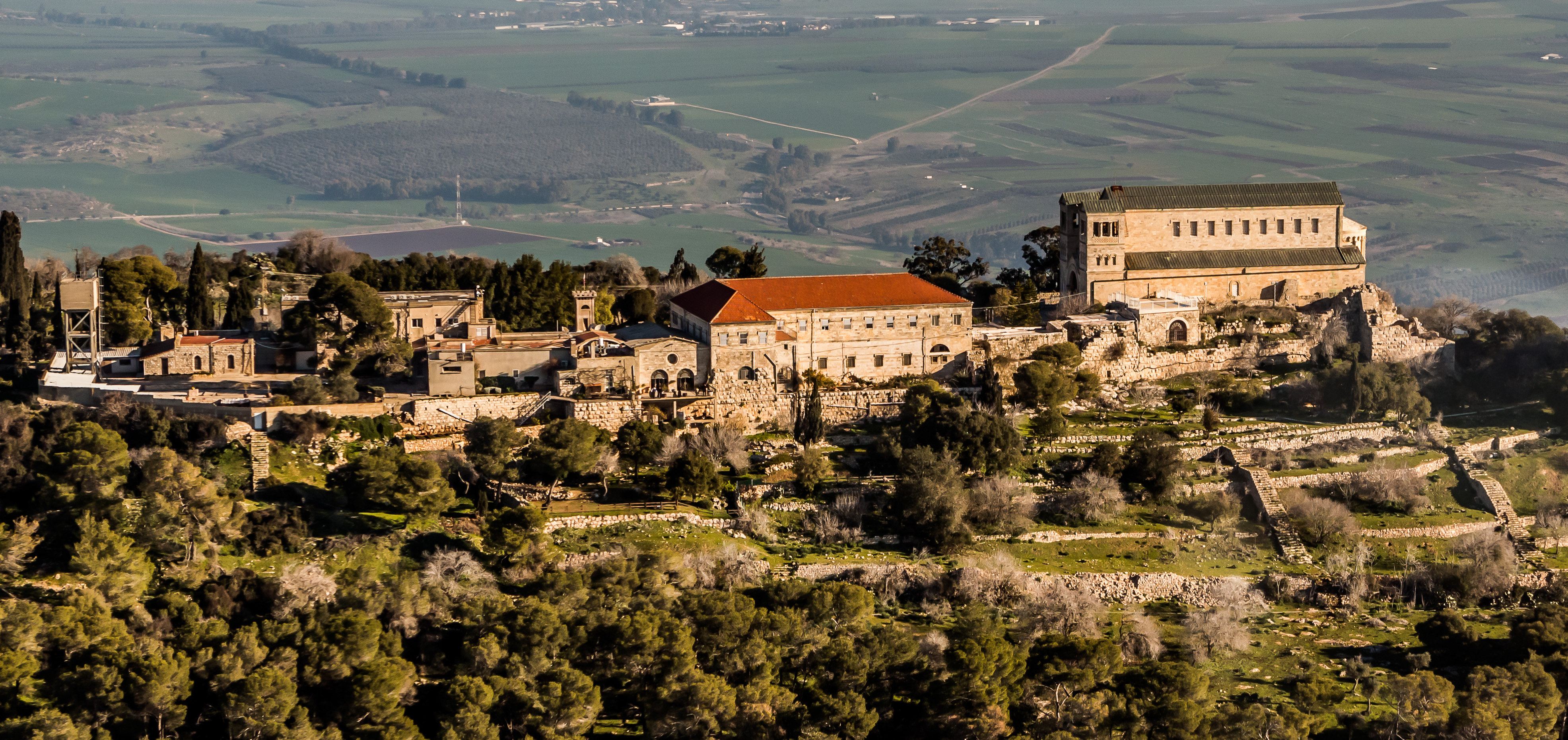
教会空撮
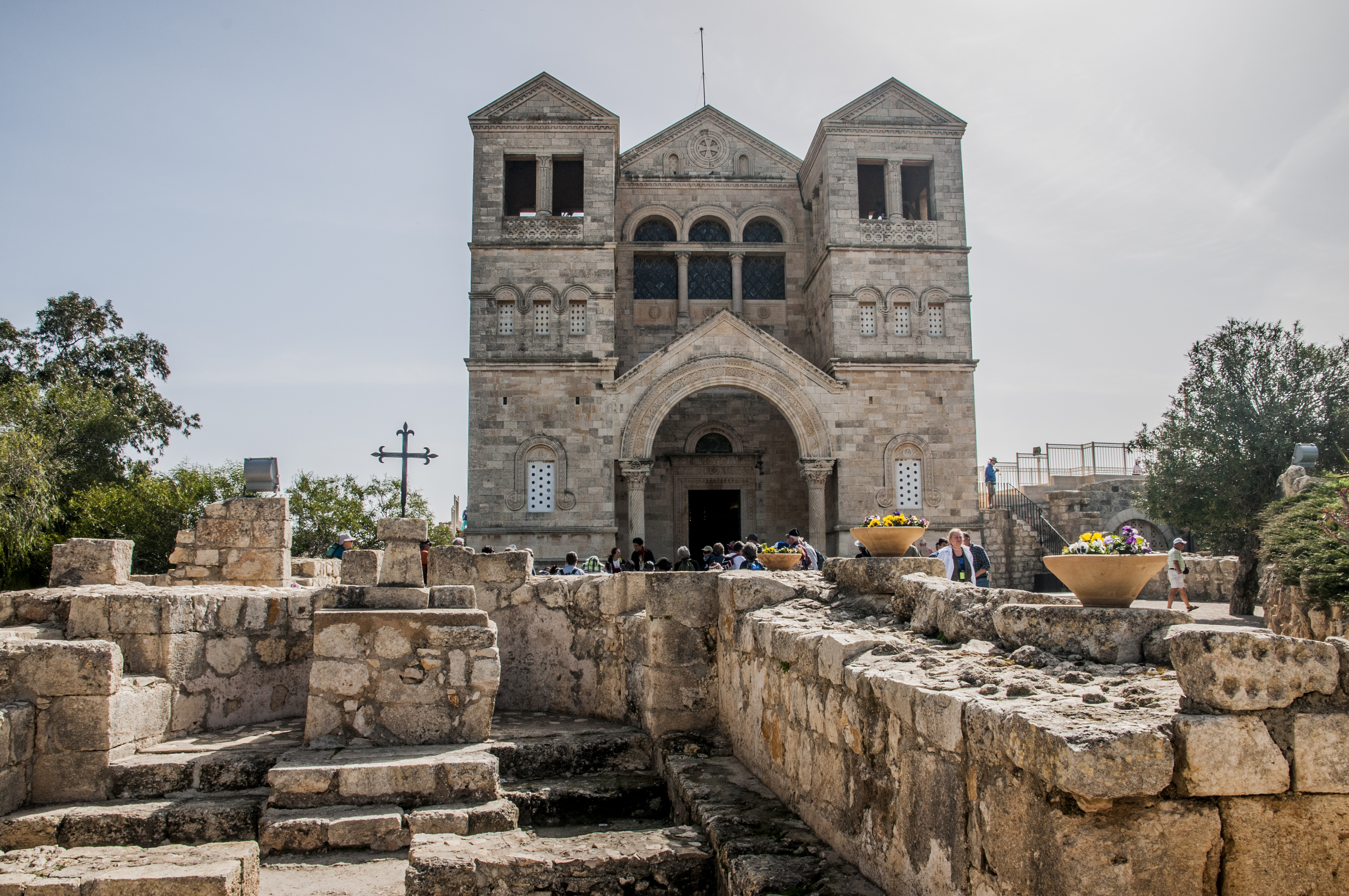
教会正面
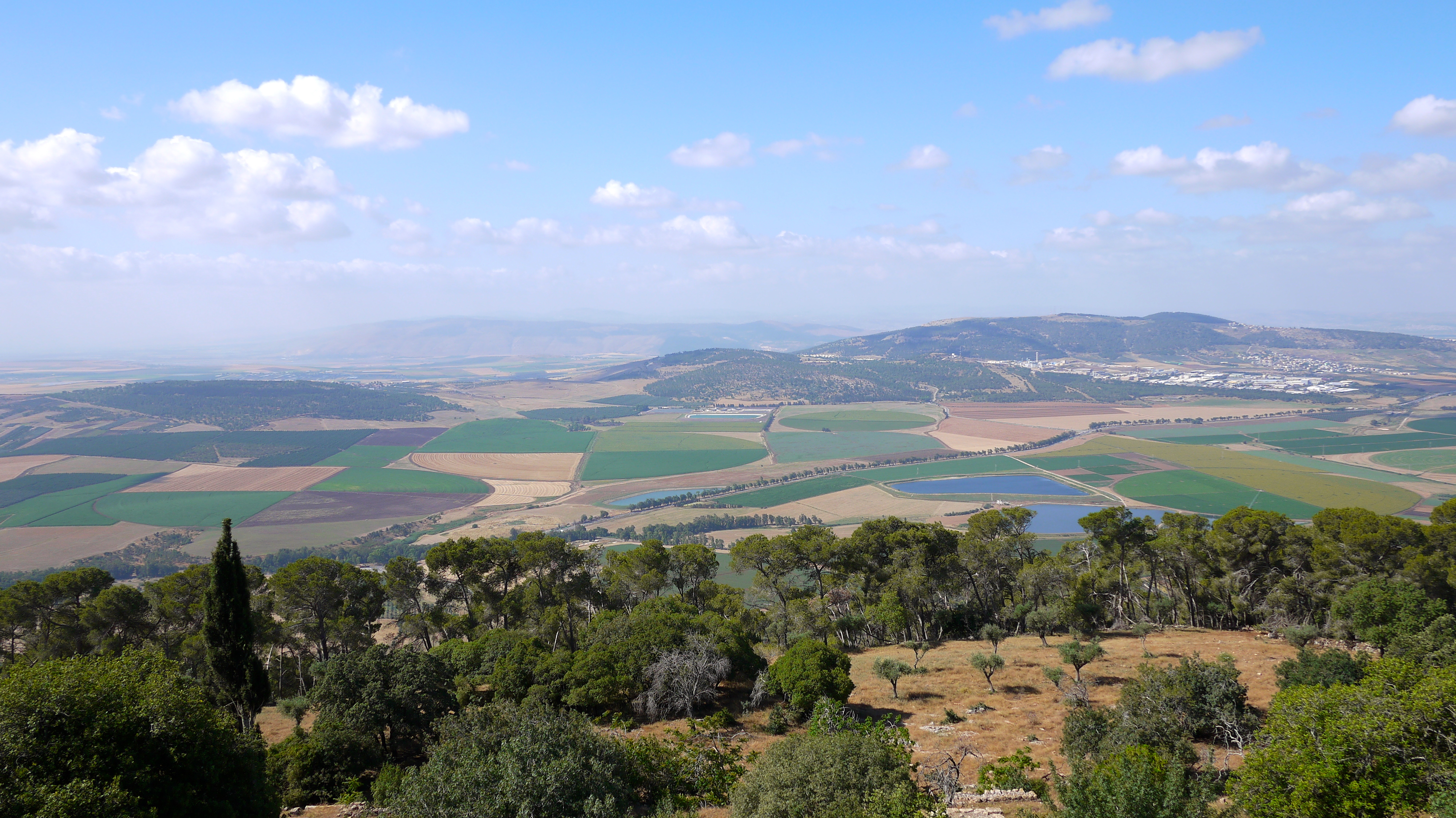
教会の展望デッキからの南の眺望 （右がモレの丘）